# Aunby
Aunby är en by i civil parish Careby Aunby and Holywell, i distriktet South Kesteven, i grevskapet Lincolnshire, i England. Byn är belägen 7 km från Stamford. Aunby var en civil parish 1866–1931 när blev den en del av Careby, Aunby and Holywell. Civil parish hade 42 invånare år 1921.